# جيف غالاغير
جيف غالاغير (بالإنجليزية: Jeff Gallagher)‏ هو لاعب غولف أمريكي، ولد في 29 ديسمبر 1964 في ماريون في الولايات المتحدة.

## وصلات خارجية
- جيف غالاغير على موقع رابطة لاعبي الغولف المحترفين (الإنجليزية)